# Шахматная олимпиада 1933
5-я олимпиада по шахматам состоялась в Фолкстоне с 12 по 23 июля 1933 года при участии 15 стран. Было сыграно 420 партий.
В начале предполагалось, что следующая олимпиада пройдёт в 1932 году в Испании, но из-за финансовых проблем испанская шахматная организации проводить её отказалась. На конгрессе ФИДЕ американская шахматная организация выставила свою кандидатуру и конгресс одобрил, что следующая олимпиада пройдёт в 1933 году Чикаго.
После длительного молчания запросы ФИДЕ оставались без ответа, американская шахматная организация сообщила, что испытывает финансовые затруднения и проводить олимпиаду не в состоянии.
Оставалось мало времени и несмотря на это британская шахматная федерация согласилась провести олимпиаду в небольшом курортном городе Фолкстоне на юге Англии. Предполагалось, что примет участие рекордное число команд, поступило только 18 заявок, приняли участие только 15 стран. Одной из главных причин, было то, что было перенесено время и место проведения, многие страны не верили, что англичане смогут уложиться в сроки с подготовкой. Германия не выставила свою команду из-за быстрого развития фашизма в стране и милитаризации спорта. Были запрещены спортивные организации, конфисковано их имущество и арестованы руководители. Это затронуло и шахматные союзы и общества, которые были объединены во Всегерманский шахматный союз, управляемый фашистским комиссаром. В дальнейшем Германия вышла из Международной шахматной организации.
Одну треть из всех прибывших команд можно было причислить к фаворитам, среди них: Венгрия, Польша и США, уже побеждавшие на олимпиадах, а также команды Чехословакии, Австрии и Швеции.
Сборная США с первых же туров захватило лидерство выигрывая матч за матчем, её преследовали команды Чехословакии и Швеции. В последнем туре встретились два основных претендента на первое место США и Чехословакия. К тому моменту американская команда имела 37½ очков, чехословацкая — 35. Второе место было чехословацкой команде почти обеспечено, но для победы на олимпиаде нужно было отобрать у американцев 3½ очков. Поначалу матч складывался для чехословацкой команды благоприятно, С. Флор побеждает у И. Кэждена, К. Опоченский у Симонсона, а партия Рейфирж — Р. Файн заканчивается вничью. В заключительной партии Ф. Маршалл — К. Трейбал из-за сильного напряжения, противники играли не лучшим образом и в конце концов победил американский шахматист. Таким образом кубок во второй раз завоевала сборная США.
Второе место было для сборной Чехословакии самое большое достижение, которое она смогла добиться на олимпиадах. Абсолютно лучший результат показал К. Опоченский.
Перед последним туром три команды претендовали на третье место: Швеция, Польша и Венгрия. Больше всего шансов было у шведской команды, но в последнем туре они смогли набрать только 1½ очка против латышей. Венгры сыграли вничью с англичанами, а Польша разгромила исландскую команду с сухим счётом (4 : 0). И так, к финишу пришли 3 команды с одинаковым количеством очков. Третье место было присуждено команде из Швеции.
Зрители как и прежде особо уделяли внимание игре чемпиона мира А. Алехина, который только вернулся из кругосветного путешествия. В первых партиях сказывалась усталость. Во второй партии он проиграл С. Тартаковеру. Партия из пятого тура против М. Султан-Хана, которая игралось около 11 часов (108 ходов), была переломным моментом в его игре. После неё А. Алехин заиграл уверенно.
Из новых имён, которые выдвинула олимпиада, следует прежде всего назвать имя А. Лилиенталя (Венгрия).
Параллельно с олимпиадой проходило очередное первенство мира среди женщин и несколько незначительных индивидуальных турниров. В двухкруговом турнире приняли участие 8 шахматисток. В. Менчик победила на турнире со стопроцентным результатом (14 из 14).

## Регламент
Критерии при дележе мест:
- Количество набранных очков

## Сборные
| - Сборная Австрии - Сборная Англии - Сборная Бельгии - Сборная Венгрии - Сборная Дании - Сборная Исландии - Сборная Италии - Сборная Латвии | - Сборная Литвы - Сборная Польши - Сборная США - Сборная Франции - Сборная Чехословакии - Сборная Швеции - Сборная Шотландии |

## Составы команд
США
Кэжден, Маршалл, Файн, Дейк, Симонсон
Чехословакия
Флор, К. Трейбал, Рейфирж, Опоченский, Скаличка
Швеция
Штальберг, Штольц, Лундин, Берндтссон
Польша
Тартаковер, П. Фридман, Регедзиньский, Аппель, Макарчик
Венгрия
Мароци, Л. Штейнер, Вайда, Хаваши, Лилиенталь
Австрия
Грюнфельд, Элисказес, Гласс, Г. Мюллер, Игель
Литва
Микенас, Вайтонис, Вистанецкис, Луцкис, Абрамавичюс
Франция
Алехин, Бетбедер, В. Кан, Дюшан, Вуазен
Латвия
Апшениек, В. Петров, Фейгин, Хазенфус
Англия
Султан-Хан, Томас, Уинтер, Мичелл, Александер
Италия
Росселли, Монтичелли, Саккони, Норчиа, Камполонго
Дания
Э. Андерсен, Эневольдсен, Гемзё, Б. Нильсен, Ю. Нильсен
Бельгия
Султанбеев, Дункельблюм, Энгельман, Девос
Исландия
Аусгейрссон, Гильфер, Торвалдссон, Сигурдссон
Шотландия
Фэйрхерст, Пэйдж, Мак-Айзек, Маккензи, Комб

## Командные результаты
| Место | Страна       | 1  | 2  | 3  | 4  | 5  | 6  | 7  | 8  | 9  | 10 | 11 | 12 | 13 | 14 | 15 |  | +  | −  | = | Очки |
| ----- | ------------ | -- | -- | -- | -- | -- | -- | -- | -- | -- | -- | -- | -- | -- | -- | -- |  | -- | -- | - | ---- |
| 1     | США          |    | 1½ | 1½ | 3  | 2½ | 3  | 4  | 3  | 3  | 3  | 2½ | 2  | 3  | 3½ | 3½ |  | 11 | 2  | 1 | 39   |
| 2     | Чехословакия | 2½ |    | 3  | 2½ | ½  | 2  | 2½ | 1½ | 2  | 3  | 3½ | 3½ | 3½ | 4  | 3½ |  | 10 | 2  | 2 | 37½  |
| 3     | Швеция       | 2½ | 1  |    | 2  | 2½ | 1½ | 2  | 3½ | 1½ | 2½ | 2½ | 3½ | 3½ | 2½ | 3  |  | 9  | 3  | 2 | 34   |
| 4     | Польша       | 1  | 1½ | 2  |    | 2½ | 2½ | 2  | 2½ | 2½ | 2  | 2  | 3½ | 2½ | 4  | 3½ |  | 8  | 2  | 4 | 34   |
| 5     | Венгрия      | 1½ | 3½ | 1½ | 1½ |    | 2  | 1½ | 2½ | 3½ | 2  | 2½ | 2½ | 3  | 3  | 3½ |  | 8  | 4  | 2 | 34   |
| 6     | Австрия      | 1  | 2  | 2½ | 1½ | 2  |    | 2½ | 2½ | 3  | 2½ | 2  | 3½ | 3  | 2½ | 3  |  | 9  | 2  | 3 | 33½  |
| 7     | Литва        | 0  | 1½ | 2  | 2  | 2½ | 1½ |    | 2½ | 3  | 2½ | 2  | 2½ | 4  | 2  | 2½ |  | 7  | 3  | 4 | 30½  |
| 8     | Франция      | 1  | 2½ | ½  | 1½ | 1½ | 1½ | 1½ |    | 3  | 2½ | 1½ | 2½ | 2½ | 2½ | 3½ |  | 7  | 7  | 0 | 28   |
| 9     | Латвия       | 1  | 2  | 2½ | 1½ | ½  | 1  | 1  | 1  |    | 2½ | 3  | 2½ | 2½ | 3  | 3½ |  | 7  | 6  | 1 | 27½  |
| 10    | Англия       | 1  | 1  | 1½ | 2  | 2  | 1½ | 1½ | 1½ | 1½ |    | 3  | 3½ | 1½ | 2  | 3½ |  | 3  | 8  | 3 | 27   |
| 11    | Италия       | 1½ | ½  | 1½ | 2  | 1½ | 2  | 2  | 2½ | 1  | 1  |    | 1½ | 1½ | 3  | 3  |  | 3  | 8  | 3 | 24½  |
| 12    | Дания        | 2  | ½  | ½  | ½  | 1½ | ½  | 1½ | 1½ | 1½ | ½  | 2½ |    | 3½ | 3  | 3  |  | 4  | 9  | 1 | 22½  |
| 13    | Бельгия      | 1  | ½  | ½  | 1½ | 1  | 1  | 0  | 1½ | 1½ | 2½ | 2½ | ½  |    | 1  | 2  |  | 2  | 11 | 1 | 17   |
| 14    | Исландия     | ½  | 0  | 1½ | 0  | 1  | 1½ | 2  | 1½ | 1  | 2  | 1  | 1  | 3  |    | 1  |  | 1  | 11 | 2 | 17   |
| 15    | Шотландия    | ½  | ½  | 1  | ½  | ½  | 1  | 1½ | ½  | ½  | ½  | 1  | 1  | 2  | 3  |    |  | 1  | 12 | 1 | 14   |

## Личные результаты команд победителей
| США: - И. Кэжден (+7 −1 =6) - Ф. Маршалл (+4 −0 =6) - Р. Файн (+6 −1 =6) - А. Дейк (+5 −2 =7) - А. Симонсон (+2 −2 =2) | Чехословакия: - С. Флор (+6 −2 =6) - К. Трейбал (+4 −3 =5) - Й. Рейфирж (+4 −1 =7) - К. Опоченский (+10 −0 =3) - К. Скаличка (+3 −2 =0) | Швеция: - Г. Штальберг (+3 −2 =9) - Г. Штольц (+5 −3 =6) - Э. Лундин (+7 −1 =6) - К. Берндтссон (+6 −3 =5) |

## Лучшие индивидуальные результаты
- Первая доска — А. Алехин (Франция) — 9½ из 12 (+8 −1 =3)
- Вторая доска — Ф. Маршалл (США) — 7 из 10 (+4 −0 =6)
- Третья доска — Э. Лундин (Швеция) — 10 из 14 (+7 −1 =6)
- Четвёртая доска — К. Опоченский (Чехословакия) — 11½ из 13 (+10 −0 =3)
- Запасной — А. Лилиенталь (Венгрия) — 10 из 13 (+7 −0 =6)